# Бородай, Татьяна Валентиновна
Татьяна Валентиновна Бородай (27 января 1972, Рыбинск) — российская спортсменка, стрелок из лука, российский тренер по стрельбе из лука. Бронзовый призер чемпионата мира в командных соревнованиях (2009). Серебряный призер чемпионата Европы в личных соревнованиях (2006). Чемпионка Европы и двукратный бронзовый призер чемпионата Европы в помещении в личных и командных соревнованиях (1996, 2011). Двукратный серебряный призер этапов кубка мира в командных соревнованиях (2009, 2010). Абсолютная чемпионка Гран-При, призёр Гран-При, многократная чемпионка международных стартов, многократная чемпионка России и обладатель Кубков России, многократный призёр Кубков Мира, семикратная рекордсменка России.
Мастер спорта СССР (1990). Мастер спорта России международного класса (1995). Заслуженный мастер спорта России (2012).

## Биография
Первыми тренерами Татьяны были Л. Устинов-Иванов и М. Постников. С 1996 г. и по настоящее время она тренируется у своего мужа – Заслуженного тренера России Бородай Александра Ивановича, выступает за команду СШОР Ярославской области.
За сборную команду России выступает с 1992 года.
Татьяна Бородай была названа Департаментом физкультуры и спорта правительства Ярославской области в числе десяти лучших спортсменов региона по итогам 1996, 2004, 2005, 2006, 2007, 2009, 2010 и 2011 годов.
С 1999 года по настоящее время работает тренером, имеет высшую категорию. Её воспитанники выступают на национальных и международных соревнованиях в составе сборных команд, где показывают квалифицированные результаты. В 2001—2002 гг. работала в Гватемале главным тренером сборной женской команды, где её воспитанники установили множественное количество национальных рекордов и побед, успешно выступали на международной арене, завоевывали золотые, серебряные и бронзовые награды.
Замужем, воспитывает двоих детей.

## Спортивные достижения
- бронзовый призёр чемпионата мира (2009, команда)[8]
- серебряный призёр чемпионата Европы (2006)[3]
- бронзовый призёр чемпионата Европы (1996,2011 команда)[3]
- победительница Европейского гран-при (2009)[9]
- чемпионка России (2004, 2005, 2006, 2007, 2008 и т. д.)[3]
- чемпионка международных турниров(1995,2000,2001,2002)
- чемпионка Европы(2011)